# I, Tonya
I, Tonya is een Amerikaanse biografische sportfilm uit 2017 die geregisseerd werd door Craig Gillespie. De film vertelt het levensverhaal van kunstschaatsster Tonya Harding. De hoofdrollen worden vertolkt door Margot Robbie, Sebastian Stan en Allison Janney.

## Verhaal
De getalenteerde kunstschaatsster Tonya Harding komt in de aanloop naar de Olympische Winterspelen van 1994 in opspraak wanneer haar entourage betrokken blijkt bij een brutale aanval op haar ploeggenote en rivale Nancy Kerrigan.

## Rolverdeling
| Acteur             | Personage             |
| ------------------ | --------------------- |
| Margot Robbie      | Tonya Harding         |
| Sebastian Stan     | Jeff Gillooly         |
| Allison Janney     | LaVona Golden         |
| Julianne Nicholson | Diane Rawlinson       |
| Paul Walter Hauser | Shawn Eckhardt        |
| Bobby Cannavale    | Martin Maddox         |
| Bojana Novakovic   | Dody Teachman         |
| Caitlin Carver     | Nancy Kerrigan        |
| Maizie Smith       | Tonya als 3,5-jarige  |
| Mckenna Grace      | Tonya als 8-12-jarige |

## Productie
Het scenario was onderdeel van 'The Black List', een enquête voor de meest veelbelovende filmscenario's die nog niet zijn verwezenlijkt op het witte doek. In maart 2016 raakte bekend dat Steven Rogers scenario over kunstschaatsster Tonya Harding verfilmd zou worden met Margot Robbie als hoofdrolspeelster. Toen Robbie het scenario las, wist ze niet wie Harding was en veronderstelde ze dat het om een fictief verhaal ging. Drie maanden later werd Craig Gillespie in dienst genomen als regisseur. In december 2016 werd de cast uitgebreid met Sebastian Stan en Allison Janney. Ter voorbereiding van de rol trainde Robbie maandenlang in kunstschaatsen.
Eind januari 2017 gingen de opnames van start in Macon (Georgia). Er werd onder meer gefilmd in de sportarena Macon Coliseum. Vanwege het gelimiteerde budget was de draaiperiode 31 dagen; Robbie acteerde in tot wel acht à negen scènes per dag. Voor de scène waarin Tonya een drievoudige axel-sprong uitvoert, kon geen stuntvrouw worden gevonden; de stunt werd met behulp van CGI nagebootst.
Op 8 september 2017 ging de film in première op het internationaal filmfestival van Toronto (TIFF).

## Prijzen en nominaties
De belangrijkste:
| Jaar | Prijs                  | Categorie                                      | Genomineerde(n)                        | Uitslag     |
| ---- | ---------------------- | ---------------------------------------------- | -------------------------------------- | ----------- |
| 2018 | Golden Globes          | Beste komische of muzikale film                | Beste komische of muzikale film        | Genomineerd |
| 2018 | Golden Globes          | Beste actrice in een komische of muzikale film | Margot Robbie                          | Genomineerd |
| 2018 | Golden Globes          | Beste vrouwelijke bijrol                       | Allison Janney                         | Gewonnen    |
| 2018 | Critics' Choice Awards | Beste actrice                                  | Margot Robbie                          | Genomineerd |
| 2018 | Critics' Choice Awards | Beste vrouwelijke bijrol                       | Allison Janney                         | Gewonnen    |
| 2018 | Critics' Choice Awards | Beste grime en haarstijl                       | Beste grime en haarstijl               | Genomineerd |
| 2018 | Critics' Choice Awards | Beste komedie                                  | Beste komedie                          | Genomineerd |
| 2018 | Critics' Choice Awards | Beste actrice in een komedie                   | Margot Robbie                          | Gewonnen    |
| 2018 | Satellite Awards       | Beste film                                     | Beste film                             | Genomineerd |
| 2018 | Satellite Awards       | Beste actrice                                  | Margot Robbie                          | Genomineerd |
| 2018 | Satellite Awards       | Beste actrice in een bijrol                    | Allison Janney                         | Genomineerd |
| 2018 | BAFTA Awards           | Beste actrice                                  | Margot Robbie                          | Genomineerd |
| 2018 | BAFTA Awards           | Beste vrouwelijke bijrol                       | Allison Janney                         | Gewonnen    |
| 2018 | BAFTA Awards           | Beste grime en haarstijl                       | Deborah La Mia Denaver en Adruitha Lee | Genomineerd |
| 2018 | BAFTA Awards           | Beste kostuums                                 | Jennifer Johnson                       | Genomineerd |
| 2018 | Academy Awards         | Beste actrice                                  | Margot Robbie                          | Genomineerd |
| 2018 | Academy Awards         | Beste vrouwelijke bijrol                       | Allison Janney                         | Gewonnen    |
| 2018 | Academy Awards         | Beste montage                                  | Tatiana Riegel                         | Genomineerd |